# عبد الرحمن بن ناصر العبدي
عبد الرحمن بن ناصر العبدي الجرموني من رجالات دار المخزن المغربي، لعب دورا مهما في أحداث الفتنة التي اشتعلت إثر وفاة السلطان سيدي محمد بن عبد الله. استوزره المولى هشام بن محمد بعد بيعة أهل مراكش سنة 1791م إلى غاية تنازله عن العرش نهائيا لصالح أخيه مولاي سليمان 1797م. كان له نفوذ كبير على آسفي وأعمالها وتميز بعلاقات وطيدة مع الإسبان. كان يوقع رسائله باسم المخزني عامل آسفي.

## مسيرته
بسبب تخوفها من تهديد مصالحها في المغرب، خصوصا بعد تلقي رسالة قوية من مولاي اليزيد والتي كانت عبر اغتيال الصدر الأعظم محمد العربي قادوس، الذي كان يتمتع بعلاقة قوية بالإسبان، قامت إسبانيا بتشجيع التمرد في الجزء الجنوبي من المغرب، اذ قام قائد آسفي وقبيلة عبدة عبد الرحمن بن ناصر العبدي وقبيلة ولد الدليمي وبدعم مالي وعسكري من اسبانيا بتحريض قبائل عبده ودكاله والحوز ضد السلطان اليزيد ومبايعة اخيه هشام في 10 ديسمبر عام 1791م بعد احتدام الصراع بين أدعياء العرش إثر وفاة السلطان سيدي محمد بن عبد الله سنة 1204 هـ. التحمت قوات مولاي اليزيد عام 1206هـ في مشرع حمري بأزمور مع أخيه مولاي هشام فهزمه اليزيد وفر هشام إلى آسفي مع القائد عبد الرحمن بن ناصر العبدي وقد أسر المولى اليزيد 25 من الإسبان كانوا مع هشام وحاول بناصر العبدي الفرار في سفينة أسبانية.
يرجع سبب تمرد عبد الرحمن بن ناصر العبدي إلى ان السلطان اليزيد ارسل أحد رجالات المخزن وهو القائد محمد بن عبد الكامل الرباطي مرفوقا بمجموعة من جيش العبيد إلى منطقة حاحه والسوس للقضاء على تمرد القبائل هناك، مرفوقا برسالة من السلطان اليزيد إلى عبد الرحمن بن ناصر العبدي يامره بقتل ولد الدليمي وبعث كتابا اخر إلى ولد الدليمي يامره بقتل عبد الرحمن بن ناصر العبدي، فلما علم الاثنان بما يريد فعله المولى اليزيد، تمردا عليه وقررا خلعه ونكث بيعته، فحرضوا لقبائل على التمرد على اليزيد كما اتصلا بالأوروبيين في ميناء آسفي لتزويدهم بالسالح مقابل بيعهم المنتوجات الزراعية. كان عبد الرحمن بن ناصر العبدي هو الحاكم الفعلي وكانت سلطة مولاي هشام صورية نظرا لاهتمام هذا الأمير بالأمور الدينية أكثر من الشؤون السياسية.
بعد أن استولى المولى سليمان إلى مراكش بعث إِليه كاتبه مُحَمَّد بن عُثْمَان المكناسي يخيره بين مقابلة السلطان أو الحرب، لكنه ألقاه مَرِيضا فاعتذر عن القدوم وكتب بيعَته وأدى طاعته، فاضطر المولى هشام إِلَى الانتقال إِلَى زَاوِيَة الشرابي.
وهي تحت رئاسة القائد عبد الرحمن بن ناصر العبدي عرفت مدينة آسفي إصلاحات كثيرة وشيدت بها معاهد دينية وعلمية وعمرانية. حيث يرجع إليه الفضل في بناء مسجد افنان المشهور باسم الجامع الفوقاني كما جدد مسجد القصبة، الذي كان معدا لصلاة الأمراء والسلاطين الذين ينزلون القصبة.